# Кіртіварман I
Кіртіварман I — індійський правитель з династії Чалук'їв.

## Правління
Кіртіварман I об'єднав землі новоствореного царства Чалук'їв. Він завершив підкорення Кадамбів та розширив межі своїх володінь, підкоривши правителів Налаваді, Алупів — правителів Південної Каннади, а також правителів-Маур'їв Конкану.
Окрім того він захопив порт на Гоа, відомий як Реватідвіпа. Васал Кадамбів, який правив Шимогою, перейшов на бік Чалук'їв, а Кіртіварман навіть одружився з царівною з тієї родини.
Оскільки до моменту смерті царя його син, Пулакешин II, був неповнолітнім, престол успадкував Мангалеша, брат Кіртівармана.